# Доџ (Оклахома)
Доџ (енгл. Dodge) насељено је место без административног статуса у америчкој савезној држави Оклахома.

## Демографија
По попису из 2010. године број становника је 115, што је 19 (19,8%) становника више него 2000. године.
| Група             | 2000.      | 2010.      |
| Белци             | 74 (77,1%) | 80 (69,6%) |
| Афроамериканци    | 0 (0,0%)   | 0 (0,0%)   |
| Азијати           | 0 (0,0%)   | 0 (0,0%)   |
| Хиспаноамериканци | 11 (11,5%) | 2 (1,7%)   |
| Укупно            | 96         | 115        |